# 琼斯·奎恩
琼斯·奎恩（/ˈkwʌn/，1796年11月—1865年1月31日）是一位爱尔兰解剖学家，出生于科克郡馬羅，1831—1836年间任伦敦大学学院生理学教授。